# Псоријаза
Псоријаза, (лат. рsoriasis од грч.  — „свраб, шуга”) хронична је неизлечива, незаразна, мултифакторијална, инфламаторна болест које се карактерише хиперпролиферацијом кератиноцита у епидермису коже, и повећаним умножавањем епидермалних ћелија. Ову кожну болест карактерише појава специфичних мрља ружичасте боје, прекривених белим љускицама, примарно локализованих на трупу, лактовима, коленима и темену. Промене се могу јавити и у виду малих тачкица разасутих по кожи или у облику црвенила коже најчешће локализованог у пазушној јами, на женским полним органима, препонама, пенису, шакама, стопалима и ноктима. Болест се скоро подједнако јавља код особа оба пола у било ком узрасту, значајно чешће код млађих особа до 25. године живота.
Узрок настанка псоријазе није познат, мада постоје бројне претпоставке о етиолошким факторима њеног постанка и развоја, међу којима су најзначајнији: животна средина, генетски и имунолошки фактори.
Од псоријазе на глобалном нивоу пати 2—3% популације. или 1% свих болесника са кожним болестима. Код око 30% болесника са псоријазом могу се јавити и запаљењске промене на ноктима и зглобовима, и то прво на дисталним зглобовима прстију а потом и на лакатном и коленом зглобу, са тешким артритичним и дегенеративним променама и луксацијом (ишчашењем) зглоба, па се овај облик псоријазе сврстава и у реуматичне болести.
Према клиничкој слици, или изгледу кожних мрља, разликује се већи број облика псоријазе, међу којима доминирају: тачкасти облик псоријазе (лат. psoriasis guttata), облик величине нокта (лат. psoriasis nummularis) облик величине плака (лат. psoriasis discoides), велики облик псоријазе у виду географске карте (лат. psoriasis geographica), прстенасти облик псоријазе (лат. psoriasis anularis and orbicularis), чије се прстенасте формације међусобно спајају и стварају феномен брисања и формирања лучних сегмената сличних вијугама мозга (лат. psoriasis gyrata). У току јаче ексудације коже могу настати и слојевито грађене красте попут острига (лат. psoriasis rupiosa seu ostriacae).

## Епидемиологија
Морбидитет/морталитет
На глобалном нивоу, учесталост псоријазе је око 2-3% и различито варира од земље до земље. Према подацима Националног института за здравље (НИХ), САД, око 2,2% американаца болује од псоријазе. Студија спроведена међу 26.000 јужноамеричких Индијанцима није открила ниједан случај псоријазе, док је студија спроведена на Фарским острвима, утврдила учесталост псоријазе од 2,8%. На морбидитет псоријазе значајно утичу климатски услови живота и генетско наслеђа становништва.
Животна доб
Псоријаза може почети у било ком узрасту. Око 10-15% нових случајева годишње јавља се код деце млађе од 10 година. Просечна старост болесника на почетку болести је 28 година.
Пол
Иако се псоријаза подједнако јавља код жена и мушкараца, задња истраживања показују да она нешто више преовладава међу женама него међу мушкарцима.
Расне разлике
На расне разлике псоријазе указују спроведена истраживања у тропским пределима и међу тамнопутим особа. Преваленца псоријазе код хиспано американаца је 1,3% у поређењу са 2,5% код особа беле расе.

## Етиопатогенеза
И поред вишегодишњих истраживања специфични узрок псоријазе у целости није познат. Претпоставља се да болест највероватније настаје узајамним дејством наследних (генетских) фактора и различитих фактора средине, којима је окружен болесник у току живота.
На основу старости болесника постоје два облика вулгарне псоријазе:
| Тип 1 | Наследни облик псоријазе, која почиње у млађој животној доби (пре 40. године старости). Овај тип болести је дуготрајнији и тежи него тип 2. |
| Тип 2 | Стечени (ненаследни) облик псоријазе, који се јавља спорадично у каснијој животној доби (након 40. године старости).                        |

### Наследни (генетски) фактори
Генетска истраживања код болесника са псоријазом, утврдила су да су генетски локуси највероватније одговорни за настанак псоријазе. Наслеђивање псоријазе је полигенско, јер настаје комбинованим дејством више гена смештених на различитим хромозомима. Међу њима, кључну улогу имају гени смештени на краћем краку 6. хромозома чија основна улога је регулација имуног одговора. Имунолошки фактори и ћелије које учествују у имунолошком одговору (као што су Т-лимфоцити) покретачи су запаљењског процеса у псоријази, јер својом активношћу стимулишу кератиноците, ћелије површинског слоја коже, да се и 4-6 пута убрзаније деле и расту у односу на здраву кожу.
Истраживањима је такође утврђено да је ризик за појаву псоријазе много већи у породицама са преваленцом од 14% код особа које имају родитеље брата или сестру са псоријазом, у односу на преваленцу од 3% код особа са негативном породичном анамнезом. У случају да оба родитеља болују, ризик да дете оболи од псоријазе се процењује на око 50%. У 48% деце са дијагнозом псоријазе утврђена је позитивна породична анамнеза за псоријазу.
Генетичари сврставају псоријазу у групу генетски „комплексних” болести, међу које се убрајају болести као што су шећерна болест тип два или реуматоидни артритис. До сада је утврђено 9 различитих локуса под називом PSORS 1-9 који су повезани са настанком псоријазе. Први откривени локус, тзв. PSORS 1, на хромозому 6p21.3 једини је локус који је истраживањима идентификован у бројним генетским студијама у породицама са псоријазом. Рани почетак псоријазе повезан је с присуством HLA-Cw6 алела.
Неки генски локуси повезани са настанком псоријазе, исти су као и они код болесника са Кроновом болешћу, или улцерозним колитисом. Неке аутоимуне болести чешће се јављају код пацијената са псоријазом, укључујући и кожне болести као што је витилиго. У одраслих пацијената описана је чешћа појавност аутоимуног тироидитиса нарочито у оних с псоријазним артритисом, али ова повезаност за сада није откривена код деце.

### Спољашњи и унутрашњи фактори
И поред тога што је генетска подлога у настанку псоријазе несумњива, и бројни други фактори имају значајну улогу у испољавању и егзацербацијама болести. Код генетски подложних особа, за појаву псоријазе потребни су и различити спољни фактори (траума, бактеријске и вирусне инфекције) или унутрашњи (стрес, трудноћа, ендокрини или метаболички поремећаји) који покрећу први наступ болести или свако следеће погоршање. Код деце су као бројни окидачи болести препознати: инфекције, траума, лекови, стрес…
Траума (повреда)
Појава псоријатичних лезија на местима повређене коже назива се изоморфни одговор или феноменом. Било који облик трауме укључујући хемијско оштећење или хируршки захват, опекотине, може довести до егзацербације псоријазе.
Инфекција
У 21,3% болесника инфекције горњих дисајних путева је најчешћи узрок почетка и егзацербација псоријазе у деце, са утврђеним позитивним културама β-хемолитичког стрептокока групе А. У око 66% деце с капљичном псоријазом дијагностиком је откривено присуство пиогених стрептокока као окидача појаве кожних лезија. Сматра се да се ради о специфичном одговору пријемчивог домаћина због унакрсне реактивности кератиноцита са стрептококним антигенима.
Код деце осим фарингитиса узрокованог стрептококом као окидачки механизам идентификована је инфекција перианалне регије узрокован овом бактеријом. Инфекције са вирусом хумане имунодефицијенције могу индуковати или довести до егзацербације псоријазе, иако не постоји статистички значајна разлика у преваленцији псоријазе између ХИВ-позитивних и ХИВ-негативних особа. Осим поменутих и друге инфекције као што су стафилококус ауреус и ХПВ могу се повезати са настанком псоријазе.
Психичи стрес
Психички стрес врло често претходи првом наступу псоријазе, и у 30-40% болесника може да узрокује погоршање клиничког тока болести.
Климатски фактори
Сунчева светлост побољшава клиничку слику псоријазе код већине пацијената. Тако лети код већине болесника долази до повлачења псоријатичних промена на кожи.
Остало
Поједине навике попут пушења, алкохола, неправилне исхране такође погоршавају ток псоријазе.

## Патохистологија
| Подврста                               | Опис промена и прогноза | Слика |
| -------------------------------------- | --- | ----- |
| Капљичаста псоријаза                   | - Нагла појава вишеструких плакова пречника 0,5-1,5 см, обично на трупу - Јавља се код деце и младих одраслих особа након стрептококног фарингитиса - Прогноза, добра након уклањања етиолошких фактора и санације инфекције |       |
| Еритродермијска псоријаза              | - Почиње постепеном или наглом појавом дифузног еритема, најчешће код оболелих од псоријазе са плаковима (мада се може манифестовати као примарна промена) - Карактерише се типичним псоријатичним плаковима који су мање упадљиви или их нема. - Најчешће је последица неконтролисане примене кортикостероида локално или системски или фототерапије - Прогноза, добра након уклањања етиолошких фактора. |       |
| Генерализована пустулозна псоријаза    | - Почиње изненадним настанком широко распрострањеног еритема и стерилних пустула - Прогноза је лоша (смртоносна) код нелечених болесника због развоја инсуфицијенције срца. |       |
| Пустулозна псоријаза дланова и стопала | - Карактерише се поступни настанком дубоких пустула на длановима и табанима. - Напади могу бити болни и онемогућавајући. - Овај облик псоријазе може бити без типичних псоријатичних промена - Прогноза, неизвесна због повременог избијање и повлачење промена на кожи. |       |
| Обрнута псоријаза                      | - Ово је облик псоријазе карактерише се инфламаторним променама локализованим у препонском, седалном, пазушном делу, те иза набора ушних шкољки, гланса необрезаног пениса. - У централним деловима или на ивици захваћених подручја могу се развити рагаде или фисуре - Прогноза, неизвесна због честог избијања и повлачења промена. |       |
| Псоријаза ноктију                      | - Промене код овог облика су примарно присутне на ноктима у облику; браздање, удубљивање и пуцање, промена боје (у форми масне мрље) и/или задебљања нокатне плоче, са одвајањем нокта (онихолиза) или без њега. - Може да личе на гљивичну инфекцију нокта. - Погађа 30-50% болесника са другим облицима псоријазе - Прогноза, неизвесна због често неадекватног одговара на лечење | 150   |
| Халопејев акродерматитис               | - Пустулозна псоријаза ограничена на дисталне крајеве прстију на рукама и ногама, понекад само на једном од њих - Након повлачења примарних промена исте замењују љуске и крусте - Прогноза, неизвесна због понављајућег избијање и повлачење промена на кожи. |       |
| Псоријазни артритис                    | - Клиничка слика псоријазног артритис испољава се најчешће после дужег трајања псоријазе. - У 75% случајева кожне промене претходе артритису. - У 10-15% случајева присутна је истовремена појава кожних и зглобних промена. - У 10-15% случајева артритис је прва клиничка манифестација болести, претходи појави псоријазе или остаје као једина њена карактеристика. - Прогноза: се не може тачно предвидети и обично се смењују ремисије и егзацербације. Акутан почетак болести са артритисом већег броја зглобова и позитивним неспецифичним факторима запаљења, указује на тежи облик болести, предсказује прогресивни ток и захвата агресиван начин терапије. |       |

## Клиничка слика
Најизраженији знаци и симптоми псоријазе су:
- Погоршање дуготрајне еритематозна перутаве промене на кожи
- Нагли почетак са појавом по кожи бројних малих подручја са знацима црвенила и перутања
- Скорашња стрептококна инфекција грла, вирусне инфекције, имунизација, употреба антималаричних лекова, или траума, које су претходиле променама на кожи.
- Бол (најчешће код еритродермног облика псоријазе и у неким случајевима повреде плака или у зглобовима код болесника погођеног псоријатичним артритисом).
- Свраб (посебно укод еруптивне, и гутативне псоријазе).
- Болесних је афебрилан (осим код пустулозне или еритродермне псоријазе, у којој пацијент може имати високу температуру).
- Дисрофичне промене ноктију
- Дуготрајни осип са скорашњим дифузним болом
- Бол у зглобовима, без икаквих видљивих промена на кожи
- Конјуктивитис или блефаритис

Псоријаза најчешће има хронични ток са периодима ремисије (који настају након терапије или спонтано) и ремисијама (периодима обнављања) болести. Дужина ремисије је непредвидљива и може трајати од неколико месеци до неколико година.

## Дијагноза
Дијагноза кожног облика псоријазе обично је једноставна и заснива се на клиничкој слици. Најчешћи облик презентације је хронични псоријазни плак (лат. Psoriasis in placibus или (лат. psoriasis vulgaris), која се карактерише добро ограниченим светлоцрвеним плаковима који су покривени сребрнобелим љуспицама на површини. Механичко скидање љуски (трљањем површине лезије са шпатулом) резултује ситним, тачкастим крварењем тзв. Auspitz карактер. Код деце лезије су обично мањег пречника, мање задебљане, а љуске су тање. Осим тога, у деце је чешће присутан свраб него код одраслих пацијената са псоријазом. Ове промене могу да се јаве на било ком делу тела, често симетрично, а посебно на глави и удовима.
Капљичасти облик псоријазе описује се као брзи развој више малих псоријазних папуле преко
широких области тела, други по учесталости у деце. Овај облик болести започиње ерупцијом лезија величине од 2—3 mm до 1 cm у пречнику. Промене су округлог или овалног облика са карактеристичним сребрним љускама на површини. Углавном су симетрично и најгушће дистрибуиране на трупу те проксималним деловима екстремитета.
Промене нису ретке ни на кожи главе, лицу и ушицама, док је појава на длановима и табанима неуобичајена. Често претходи инфекција грла узрокована β-хемолитичким стрептококом групе А, а описани су и случајеви појаве болести након перианалне стрептококне инфекције. Због наведеног је нужно узети брис ждрела те у појединим случајевима и перианалне регије. Капљичасти облик псоријазе најчешће спонтано реградира након 3-4 месеца, но може перзистирати и годину дана. Након појаве овог облика псоријазе, у већине болесника, након 3-5 година настане рецидив.
Генерализована пустуларна псоријаза, је ретка, и карактерише развојем вишеструких стерилних нефоликуларних бубуљица унутар псоријазног плака, или на црвено пребојеној кожи. Она се може развити
као акутно обољење и тада је најчешће праћена грозницом и повишеном температуром тела.

## Диференцијална дијагноза
| Дијагнозе у разматрању | Диференцијална дијагноза |
| --- | --- |
| - Себороични дерматитис - Онихомикоза - Карцином сквамозних ћелија - Нумуларни екцем - Лихен планус - Хронични Лихен симплекс - Микозис фунгоидес - Субкорнеална пустулоза - Пустуларна ерупција | - Адултни блефаритис - Атопични дерматитис - Атопијски кератоконјуктивитис - Контактни дерматитис - Синдром сувог ока - Гихт и псеудогихт - Питиријазис алба - Питиријазис розеа - Реактивни артритис - Суви кератоконјуктивитис - Сифилис - Тинеа |

## Терапија
Тренутно не постоји трајан лек за лечење псоријазе. Међутим постоје многе врсте третмана које помажу у контролисању саме болести и ублажавању тегоба. Псоријаза се тешко лечи због њене обновљивости односно релапса, односно периода у којима болест мирује и периода у којима се она изнова јавља.
Иако не постоји специфичан лек за успешно лечење, сврха терапије псоријазе је да успори брз раст ћелија коже и смањи њену иритацију и упалу. Која врста терапија ће се прописати зависи од типа псоријазе, њене локализације на телу, интензитета промена, старости и општег здравственог стања пацијента.
Према препорукама из 2013. датим у Међународном консензусу за оптимално лечење псоријазе код болесника у земљама у транзицији, са умерено до озбиљним псоријатичним плаком препоручена је примена метотрексатс и циклоспорин, биолошких агенаса и комбиноване терапије.
Смернице ААД (Америчког дерматолошког удружења) препоручују терапију са метотрексатом, циклоспорином, и ацитретином, узимајући при томе у обзир могуће контраиндикацији и интеракције ових лекова.

### Медикаментозна терапија
Начин лечења одређује лекар из великог избора метода и лекова који се примењују за системско лечење и локално наношење на псоријазом захваћен део коже.
Калципотриол
Калципотриол (Calcipotriene) је лек на бази витамина Д3, који успорава раст ћелија коже. Користи се за лечење лакшег или средње тешког облика псоријазе. Подеснији је за терапију у односу на друге лекове који изазивају споредне ефекте као што су истањивање кожа и појава флека на кожи. Мада и он код неких болесника може изазвати иритацију коже и свраб. Не треба га користи на кожи лица у устима и местима која се налазе испод набора коже и унутар вагине. Наноси се два пута дневно, а након апликације треба опрати руке после употребе, осим ако се користити за лечење промена на рукама. Лек се производи у облику креме, пене или лосиона за космати део главе.
Кортикостероиди
Кортикостереоиди у облику крема, гелова, пена, лосиона и раствора, користи се код средње тешког или тешког облика псоријазе. Код малих, дебелих, локализованих или тврдокорних промена, ефикасна је локална примена кортикостероида велике јачине са оклузивним завојем или фластера са флурандренолидом који се примењује преко ноћи, и мења ујутро.
Уколико се користе у дужем временском периоду кожа може постати неосетљива на одређену врсту лека. Непожељне пропратне појаве дуготрајне примене локалних кортикостероида су: атрофија коже, телеангиектазије, стрије, трансформација вулгарне псоријазе у пустулозну. Учесталост ових пропратних појава лечења зависи од трајања примене препарата и делова коже на којима је примењен. Такође рецидиви након прекида локалне примене кортикостероида често настају брже него након примене других препарата.
Код тежих облика псоријазе поред локалних кортикостероида користе се и системски кортикостероиди. Међутим како системска примена кортикостероида може убрзати погоршање или развој пустулозне псоријазе, препоручује се избегавање њихове примене за лечење било ког облика псоријазе.
| Врсте кортикостероида                       | Назив лека | Облик лека                          |
| ------------------------------------------- | --- | ----------------------------------- |
| Кортикостероиди за локалну употребу         | - Триамцинолон ацетонид (Аристокорт, Кеналог), 0,025-0,1% - Бетаметазон (Дипролен, Дипросон), 0,025-0,1% - Хидрокортизон | - Крма, гел, пена, лосион и раствор |
| Офталмолошки кортикостероиди                | - Преднизолон ацетат 1% - Дексаметазон                                                                                   | - Раствор                           |
| Кортикостероиди за интрамускуларну употребу | - Триамцинолон | - Ампуле                            |

Препарати на бази салицилне киселине
Салицилна киселина у концентрације 3% до 10% има кератолитички дејство и побољшава пенетрацију других лекова нпр. кортикостероида. Нужно је пре примене изабрати одговарајућу подлогу, најчешће вазелин ако се ради о лезијама на необраслој кожи, или уље или свињску маст за подручје власишта.
Приликом употребе салицилне киселине треба водити рачуна о могућности њене ресорпције и зато овај лек не треба примењивати на великим површинама коже. Због могућности ресорпције салицилну киселину треба врло опрезно примењивати код деце.
Препарати на бази угљеног катрана
Катран је јефтин лек доступан у облику лосиона, креме или пене има широку употребу и спада у групу најстаријих лекова за лечења псоријазе. Још се понегде примењује 5 до 10% катран каменог угља (pix lithantracis). Великој групи катранских једињења припада нафталан течности тамносмеђе боје, својственог ароматичног мириса. За разлику од других нафти има високу специфичну тежину што га сврстава у тзв. тешке нафте. Нафталан има антиоксидативни ефекат којим смањује стварање ћелија на површини коже (епидермопоезу). Такође има и антиинфламаторни ефекат.
Током овог третмана треба имати на уму да кожа постаје преосетљива на сунчеву светлост. Он је посебно користан за лечење косматих области. Недавна истраживања показала су да концентрација катрана од 1% може да буде супериорна у контроли више концентричних лезија. Препарати на бази катрана могу бити посебно корисни када се комбинује са кортикостероидима, па ову терапију треба применити секвенцијално (наизменично) или, када је то могуће, добијањем комбинованог лека мешањем катрана и кортикостероида у апотеци.
Инхибитори калцинеурина (локални имуномодулатори)
У ове лекове спадају такролимус и пимекролимус, који се успешно примењују у лечењу атопијског дерматитиса, ефикасни су и у лечењу псоријазе и данас се сматрају терапијом избора у лечењу псоријазе лица и предела кожних прегиба.
Калципотриол
Калципотриол је синтетички аналог витамина Д3 који се примењује код благих и средње тешких облика псоријазе. Калципотриол делује антиинфламаторно и антипролиферацијски. Такође регулише диференцијацију кератиноцита. Калципотриол је подесан за лечење псоријазе код деце.
Калципотриол се употребљава као крема и маст (у концентрацији 5%), лосиона за власиште (у концентрацији 5%). Примењује се два пута дневно премазивањем оболеле површине. Побољшање настаје након две недеље, а лечење најчешће траје 8 недеља. Могуће је применити лек и облику оклузивне технике.
Цигнолин
Примена цигнолина (антралин, дитранол) индикована је за лечење псоријазних плакова са јаком инфилтрацијом жаришта. Лек се припремљен магистрално у концентрацијама од 0,1% до 4%. У нижим концентрацијама (до 0,5%) цигнолин се може на псоријазним жариштима применити као и други локални антипсоријатици. У вишим концентрацијама (1 до 4%) цигнолин се примењује методом премазивања псоријатичних жаришта цигнолином, који на жаришту остаје 20 минута до један сат. Потом се цигнолинска паста скида уљем. Болесник се након тога осветљава растућим дозама ултравиолетног светла (лечење по Инграму).
Како током примене цигнолина може доћи до иритације коже, препоручује се пажљива примена искључиво на предео жаришта. Цигнолин узрокује обојеност рубља, па и то треба имати у виду при његовој употреби.
Метотрексат
Лек који се најчешће примењује уз претходно одређивање лабораторијских налаза крвне слике, бубрежне функције и ензима јетре је метотрексат.
Локални ретиноиди
Тазаротен, лек из групе локалних ретиноид, примењује се у лечењу блажих облика псоријазе са захваћеношћу мање од 20% површине коже. Најважнија нежељена појава тазаротена је надражај коже који се може спречити комбинованом терапијом са локалним кортикостероидима. Примена ретиноида контраиндикована је у трудноћи, или код жена које планирају трудноћу.

### Терпија светлом (фототерапија)
Соларно или ултраљубичасто зрачење може бити од помоћи у лечењу псоријазе, као монотерапија или у комбинацији са локалном применом катрана, кортикостероида, калцијпотриола, цигнолина (метода по Инграму) и ретиноида, због веће успешности и бржег терапијског учинка фототерапије.
Фототерапија се спроводи у за то посебно конструисаним кабинама са инсталираним изворима које емитују ултраљубичасту светлост одређених, таласних дужина. У лечењу псоријазе данас се примењују углавном светло таласне дужине 311 нанометара (ускоспектрална фототерапија), која не само да је најефикаснија, већ је и са најмањим еритематогеним и канцерогеним дејством.
Терапија се може спровести обасјавањем коже целог тела или само појединих делова тела у зависности од пространости псоријазе, уз обавезну заштиту очију тамним заштитним наочарама. Ако псоријатичне промене нису изражене на лицу, најбоље је лице у целости заштитити, прекривањем.
Фотохемотерапија
Међу најразличитијим облицима ултраљубичасте светлосне терапије, од стране Америчке агенције за кожне болести препоручује се фотохемотерапија или ПУВА-терапија, комбинована примена псоралена, фотосензибилизирајуће материје (фотосензибилизатор) и ултраљубичасте светлости (таласне дужине 320—400 nm). Терапија се препоручује код тежих облика псоријазе са јачом инфилтрацијом жаришта и захваћеношћу коже више од 30% површине.
Ова терапија се заснива на истовременој примени псоралена (препарата из групе фототоксичних биљних једињења). Фотосензибилизатор који је у овом случају псорален може се применити системски (перорално), или локално у облику купке, или у облику раствора. Лечење се спроводи тако да болесник двадесет минута лежи у топлој води (37 °C) која садржи 1 mg/l 8-метоксипсоралена, а потом се одмах након купке обасјава ултравиолетном светлошћу.
Да би се постигла ремисија болести потребна је спровести 20-25 сеанси терапије, са кумулативном дозом ултраљубичасте светлости од око 100 J/cm². Ремисија се надаље може одржавати наставком ПУВА-терапије једном недељно или једном у две недеље.

### Остала терапија
- Одржавање доброг општег здравственог стања, је од посебног значаја како би се смањили ризици од настанка псоријатичних промена.
- Одржавање адекватног периода одмора и вежбања,
- Правилна и добро балансирана дијета и избегавање стреса. Стрес узрокован болешћу може се смањити ако пацијенти са псоријазом узму учешће у групној терапији, у којој чланови групе деле заједничка искуства и проблеме.
- Правовремено лечење инфекције респираторног тракта или других инфекција.
- Правилно одржавање хигијене коже, како би се спречила секундарна инфекције. Препоручују се дневне купке или туширање, уз избегавање грубог рибање које може надражити кожу и проузроковати избијање промена.
- Анксиолитици (диазепам, лоразепам) могу се применити у циљу купирања стреса, као могућег провоцирајућег фактора, или за ублажавање псоријазом изазваног анксиозног стања.

## Прогноза
Псоријаза утиче на различите људе на различите начине. У принципу, псоријазни плак је хронично (упорно) стање са епизодама погоршања које долазе и одлазе. Међутим, неке студије су показале да, током времена, псоријазни плак може нестати потпуно у неком тренутку код око 1—3% људи. Неки од пацијената дуги низ година, су без манифестних знакова псоријазе, а онда се болест може поново распламсати.
Капљичаста псоријазе обично нестаје у потпуности после неколико месеци. Али, нове епизоде овог облика псоријазе, стварају већу него уобичајено могућност за развој хроничног псоријазног плака у каснијем периоду живота.

## Парапсоријаза
У ову групу дерматоза спадају кожне промене које се клинички манифестују љуспастим, ружичастим мрљама и другим променама донекле сличним псоријази и плочастом лишају (лат. lichen ruber planum).